# 吹浦駅
吹浦駅（ふくらえき）は、山形県飽海郡遊佐町吹浦字上川原（かみがわら）にある、東日本旅客鉄道（JR東日本）羽越本線の駅である。

## 歴史
- 1920年（大正9年）7月20日：開業[2]。
- 1962年（昭和37年）10月1日：貨物の取り扱いを廃止[2]。
- 1981年（昭和56年）10月15日：荷物の扱いを廃止[3]。駅員無配置駅となり[4]、簡易委託化。
- 1987年（昭和62年）4月1日：国鉄分割民営化により、東日本旅客鉄道（JR東日本）の駅となる[2]。
- 2008年（平成20年）4月1日：簡易委託取扱廃止。完全無人化[5]。
- 2010年（平成22年）4月1日：象潟駅から羽後本荘駅に管理駅が変更となる。
- 2024年（令和6年）10月1日：えきねっとQチケのサービスを開始[1][6]。

## 駅構造
単式ホーム1面1線と島式ホーム1面2線、計2面3線のホームを有する地上駅である。互いのホームは跨線橋で連絡している。
カーブした線路上にホームを設けたため、特に上り列車が発着する単式ホームは見通しがきかない。このため、単式ホームの跨線橋付近に、「列車接近警報機（トンネル用）」が設置されており、1番線に列車が接近する際に鳴動して列車接近を知らせる。これは一般的に旅客案内目的ではなく、トンネル内や見通しのきかない沿線で、保線作業員に列車の接近を知らせる目的で使用されるものである。
羽後本荘駅管理の無人駅である。2008年（平成20年）3月までは簡易委託駅であった。

### のりば
| 番線 | 路線      | 方向 | 行先               | 備考          |
| ---- | --------- | ---- | ------------------ | ------------- |
| 1・2 | ■羽越本線 | 上り | 酒田方面           | 2番線は待避線 |
| 3    | ■羽越本線 | 下り | 羽後本荘・秋田方面 |               |

- 夜間に1本酒田発当駅止まりの普通列車が設定されている。

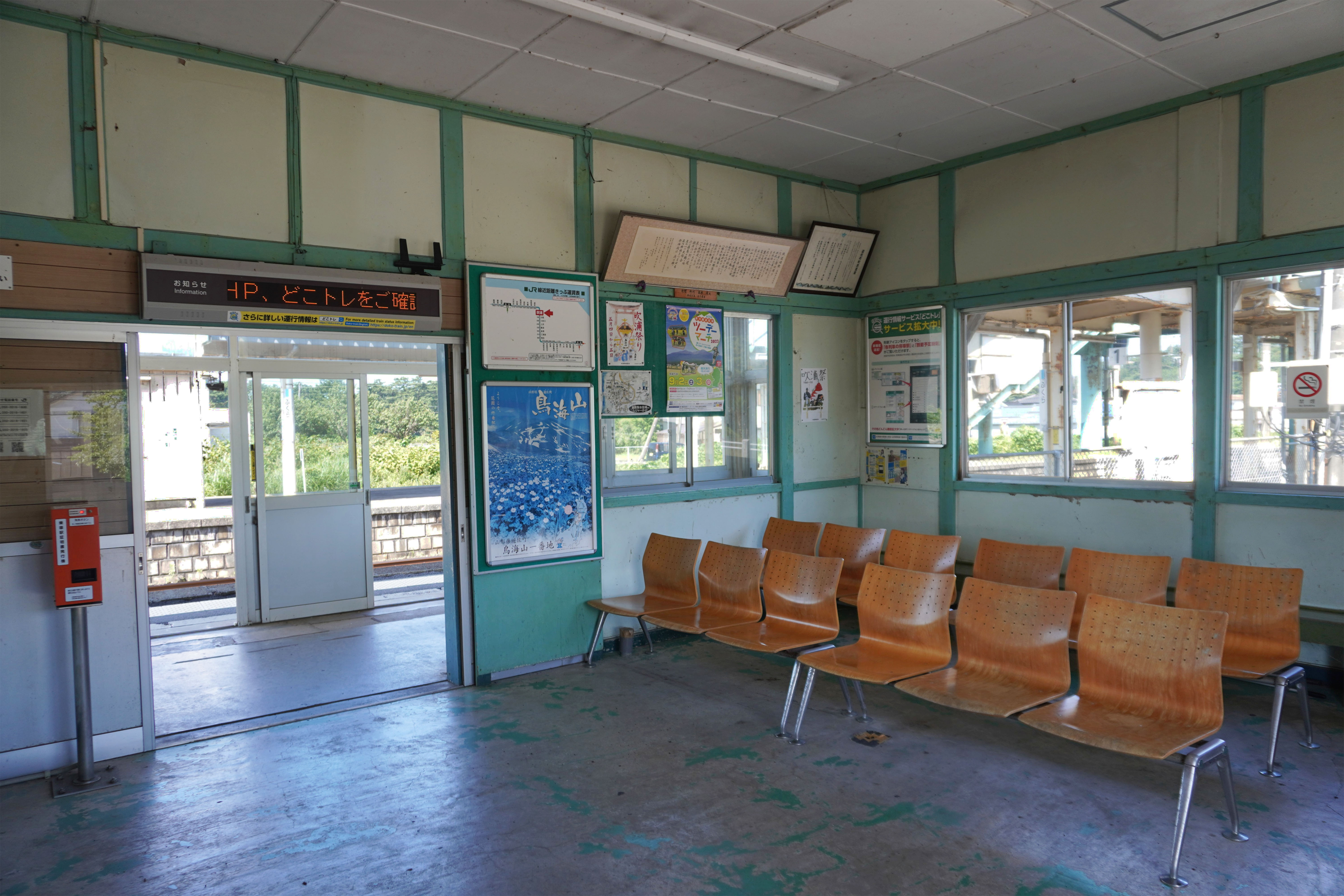
待合室（2023年7月）
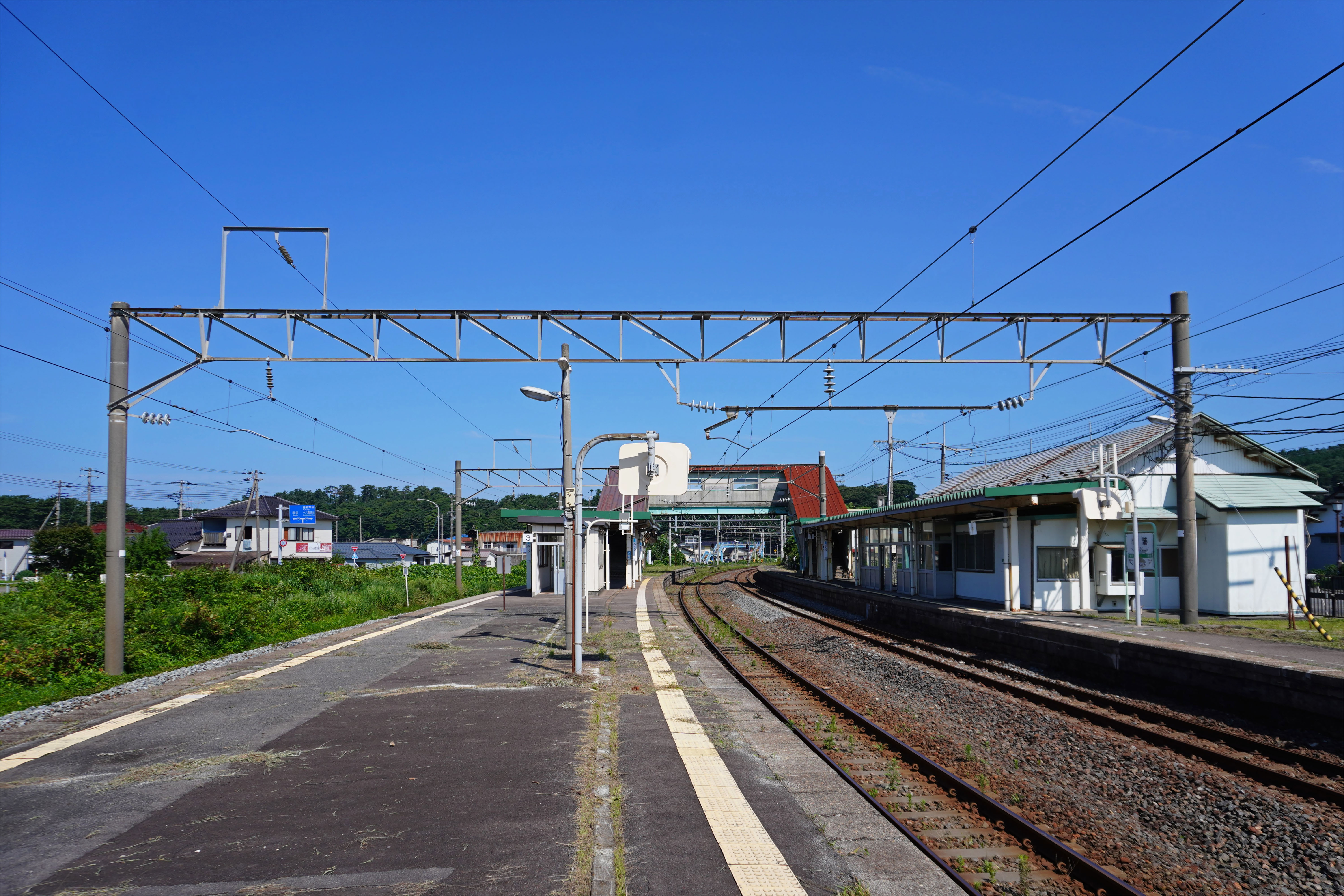
ホーム（2023年7月）

## 利用状況
2000年度（平成12年度）- 2007年度（平成19年度）の1日平均乗車人員の推移は以下のとおりであった。
| 乗車人員推移       | 乗車人員推移     | 乗車人員推移   |
| 年度               | 1日平均 乗車人員 | 出典           |
| ------------------ | ---------------- | -------------- |
| 2000年（平成12年） | 162              | [ 利用客数 1 ] |
| 2001年（平成13年） | 160              | [ 利用客数 2 ] |
| 2002年（平成14年） | 154              | [ 利用客数 3 ] |
| 2003年（平成15年） | 148              | [ 利用客数 4 ] |
| 2004年（平成16年） | 145              | [ 利用客数 5 ] |
| 2005年（平成17年） | 125              | [ 利用客数 6 ] |
| 2006年（平成18年） | 109              | [ 利用客数 7 ] |
| 2007年（平成19年） | 102              | [ 利用客数 8 ] |

## 駅周辺
駅前には当地出身の初代鉄道助である佐藤政養の銅像がある。
- 鳥海山大物忌神社吹浦口之宮
- 吹浦郵便局
- 湯ノ田温泉
- 庄内みどり農業協同組合吹浦支所
- 国道345号
- 十六羅漢岩
- 鳥海ブルーライン
- 吹浦漁港
- 石原莞爾墓所
- 酒田警察署吹浦駐在所

## 隣の駅
東日本旅客鉄道（JR東日本）
■羽越本線
遊佐駅 - 吹浦駅 - 女鹿駅（※） - 小砂川駅
（※）一部の列車は女鹿駅に停車しない。

### 記事本文
1. 1 2 3 4 5  「駅の情報（吹浦駅）：JR東日本」東日本旅客鉄道。2024年8月27日時点のオリジナルよりアーカイブ。2024年9月11日閲覧。
2. 1 2 3 4  石野哲 編『停車場変遷大事典 国鉄・JR編』 II（初版）、JTB、1998年10月1日、563頁。ISBN 978-4-533-02980-6。
3. ↑  「日本国有鉄道公示第89号」『官報』1981年10月14日。
4. ↑  「「通報」●羽越本線本楯駅ほか5駅の駅員無配置について（旅客局）」『鉄道公報』日本国有鉄道総裁室文書課、1981年10月14日、4面。
5. ↑  「山形県の鉄道輸送 (PDF)」『山形県』山形県鉄道利用・整備強化促進期成同盟会、2024年6月、56頁。2025年4月8日閲覧。
6. ↑  「Suicaエリア外もチケットレスで! 東北エリアから「えきねっとQチケ」がはじまります (PDF)」（プレスリリース）、東日本旅客鉄道、2024年7月11日。2024年8月11日閲覧。
7. 1 2  「JR東日本：駅構内図・バリアフリー情報（吹浦駅）」東日本旅客鉄道。2024年5月2日閲覧。

### 利用状況
1. ↑  「JR東日本：各駅の乗車人員（2000年度）」東日本旅客鉄道。2024年10月19日閲覧。
2. ↑  「JR東日本：各駅の乗車人員（2001年度）」東日本旅客鉄道。2024年10月19日閲覧。
3. ↑  「JR東日本：各駅の乗車人員（2002年度）」東日本旅客鉄道。2024年10月19日閲覧。
4. ↑  「JR東日本：各駅の乗車人員（2003年度）」東日本旅客鉄道。2024年10月19日閲覧。
5. ↑  「JR東日本：各駅の乗車人員（2004年度）」東日本旅客鉄道。2024年10月19日閲覧。
6. ↑  「JR東日本：各駅の乗車人員（2005年度）」東日本旅客鉄道。2024年10月19日閲覧。
7. ↑  「JR東日本：各駅の乗車人員（2006年度）」東日本旅客鉄道。2024年10月19日閲覧。
8. ↑  「『山形県の鉄道輸送』平成26年度版 (PDF)」『山形県』。2016年11月3日時点のオリジナル (PDF)よりアーカイブ。2022年5月16日閲覧。